# Tetrastigma grandidens
Tetrastigma grandidens är en vinväxtart som beskrevs av François Gagnepain. Tetrastigma grandidens ingår i släktet Tetrastigma och familjen vinväxter. Inga underarter finns listade i Catalogue of Life.